# Sydney Mint

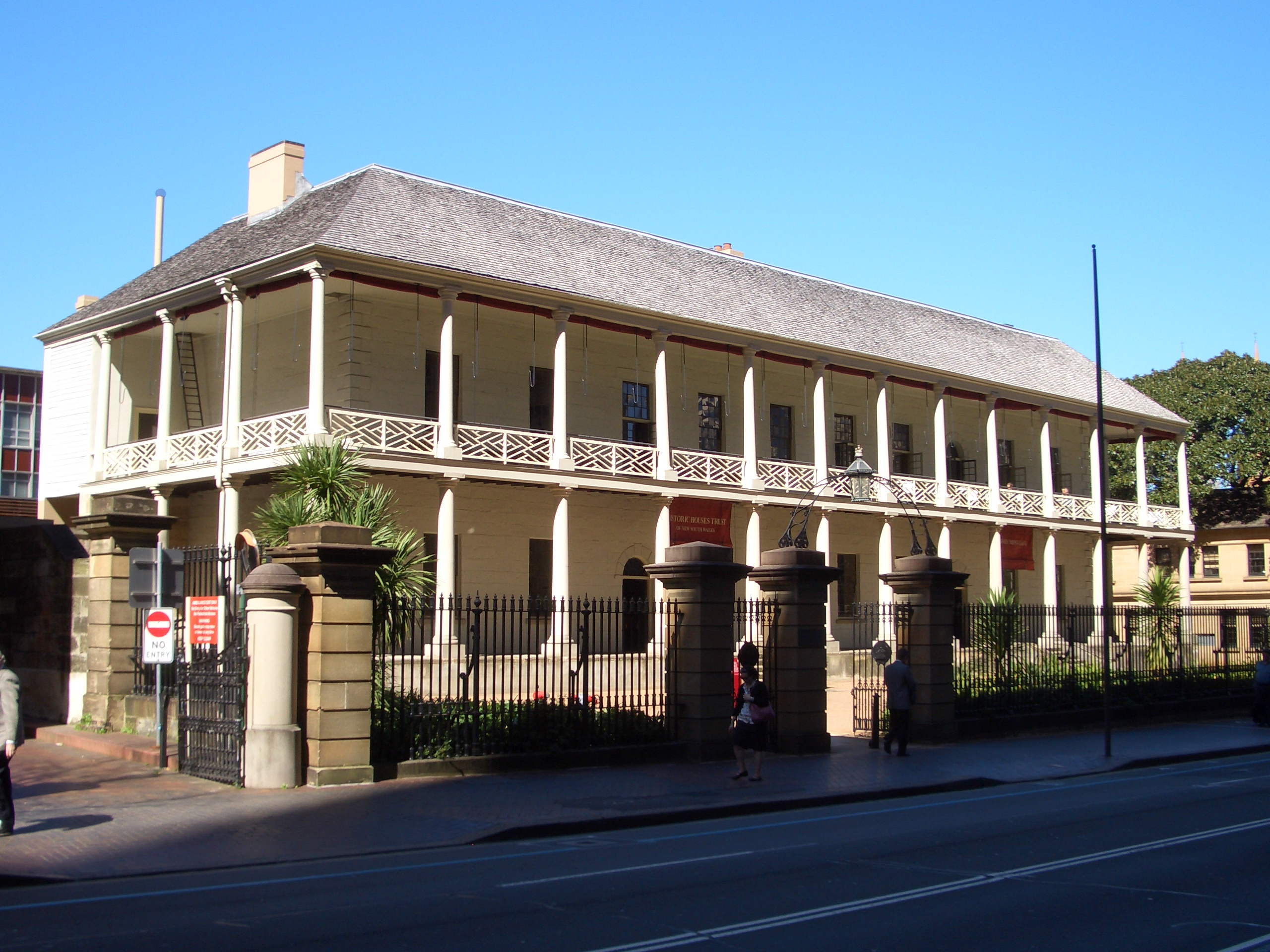
Sydney Mint in der Macquarie Street in Sydney

Die australische Sydney Mint (Münzprägeanstalt Sydney) ist das älteste Gebäude in der Innenstadt von Sydney im australischen Bundesstaat New South Wales. Das Gebäude wurde in der Zeit von 1811 bis 1816 als Südflügel des dreiteiligen historischen Sydney Hospitals erbaut, das auch Rum Hospital genannt wird. Die beiden anderen Gebäudeflügel wurden baulich im Laufe der Zeit erheblich verändert.
Die britischen Kolonien der damaligen Zeit prägten keine eigene Währung; dennoch wurde 1854 im südlichen Gebäudeteil des Sydney Hospitals die erste Münzprägeanstalt einer britischen Kolonie – außerhalb von Großbritannien – installiert.
Die Gebäudefassade blieb weitestgehend in ihrer ursprünglichen Form von 1816 erhalten; das Gebäude ist heute denkmalgeschützt und beherbergt den Historic Houses Trust of New South Wales.
Der Bau befindet sich in der Macquarie Street in der Nähe weiterer historischer Gebäude wie Hyde Park Barracks, Queen Victoria Building und Parliament House von New South Wales.

## Geschichte
Als der Gouverneur Lachlan Macquarie die Verhältnisse in dem seinerzeit existierende Zelthospital in Sydney sah, beschloss er ein stationäres Krankenhausgebäude zu bauen, das erste öffentliche Gebäude Sydneys. Zur Finanzierung des gesamten Baus vergab er ein Importmonopol für 45.000 Gallonen Rum und später nach unterschiedlichen Quellen 60.000 bzw. 65.000 Gallonen.
Der Architekt ist unbekannt. Der Südflügel wurde im antiken griechischen Stil zweistöckig mit Säulen aus Zedernholz nach der Dorischen Säulenordnung gestaltet. Er ist hinsichtlich seiner architektonischen Bedeutung und Gestaltung umstritten. Teilweise gilt er als der Bau der Gouverneurszeit von Macquarie schlechthin, während Francis Greenway, der bedeutendste Architekt und britische Sträfling jener Zeit, den Bau gestalterisch und technisch heftig kritisierte. Seiner Meinung nach war die Säulenproportion nicht klassisch und deshalb sei der Bau weder als modern noch als historisch zu betrachten. Ferner stellte er erhebliche Baumängel fest, die 1820 und 1826 nachgebessert werden mussten.
1842 wurde in diesem Gebäude eine Krankenhausapotheke eröffnet sowie die anderen Räume als Militärkrankenhaus bis 1854 genutzt.
Der Gouverneur William Denison, ein Ingenieur mit starker wissenschaftlicher Ausprägung, eröffnete am 14. Mai 1855 The Mint offiziell als Münzprägeanstalt und ergriff kurz danach die Initiative zur Gründung der Philosophical Society of New South Wales, die das Gebäude als Zentrum für wissenschaftliche Forschung, Literatur, Kunst und Philosophie in den 1850er und 1860er Jahren nutzte.

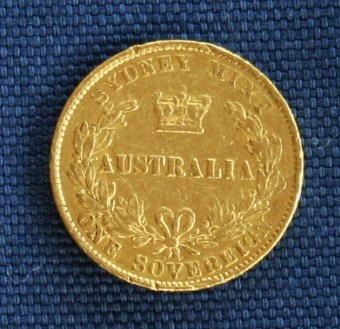
Rückseite der Münzen, die in der The Mint ab 1855 mit Australia geprägt wurden

Von 1855 bis 1926 wurden Münzen der Kolonie New South Wales im Gebäude geprägt. 1851 fand der erste australische Goldrausch statt, große Goldmengen zirkulierten unkontrolliert, drohten den offiziellen Geldverkehr zu unterlaufen und mussten zur Prägung nach England gebracht werden, daher versuchte die Kolonialregierung den Goldhandel unter ihre Kontrolle zu bringen.
1926 wurde die Prägeanstalt in Sydney geschlossen, weil die Münzprägeanstalten in Melbourne und in Perth effektiver arbeiteten.
Die Rückseiten der Münzen, die in der britischen Kolonie New South Wales geprägt wurden, trugen bereits ab 1855 den Schriftzug Australia, obwohl der Staat Australien, der Commonwealth of Australia, etwa ein halbes Jahrhundert später im Jahr 1901 gegründet wurde. In diesem Gebäude wurden die ersten Münzen auf dem australischen Kontinent geprägt.
Zwischen 1926 und 1997 wurden mehr als 20 Regierungsstellen und Gerichte in dem Gebäude untergebracht, die einige Jahre verblieben; nur die Housing Commission blieb länger. Die Innenräume wurden entsprechend den Anforderungen verändert oder verkleinert und beispielsweise als staatliche Büros der Allgemeinen Versicherung, Rentenversicherung, Lizenzierung zur Erzeugung elektrischer Energie und staatliche Familienstiftung genutzt. Nach 1997 war beabsichtigt The Mint als Gericht zu nutzen. Daraufhin entstand eine Initiative, die historische Gebäude in Sydney und in New South Wales erhalten wollte. Dies war erfolgreich und der Premierminister von New South Wales, Neville Wran, gab bekannt, dass The Mint vom Museum of Applied Arts and Sciences als Museumsgebäude künftig genutzt wird. 1982 entstand dort das Museum für dekorative Kunst, Münzen und Briefmarken, das in den Jahren 1993–1995 in eine Ausstellung über die Rolle des Goldes und des Goldrausches von Australien umgewidmet wurde, die 1997 wieder abgebaut wurde. Das Museum wurde 1997 geschlossen und an die Historic Houses Trust im Jahr 1998 übertragen, die es bis heute als Verwaltungsgebäude nutzt.
Teile des Gebäudes sind als eine Dauerausstellung über die Geschichte des Hauses gestaltet, die besichtigt werden kann. Das Gebäude ist für die Öffentlichkeit geöffnet und beherbergt ein Café.